# Georgas Freidgeimas

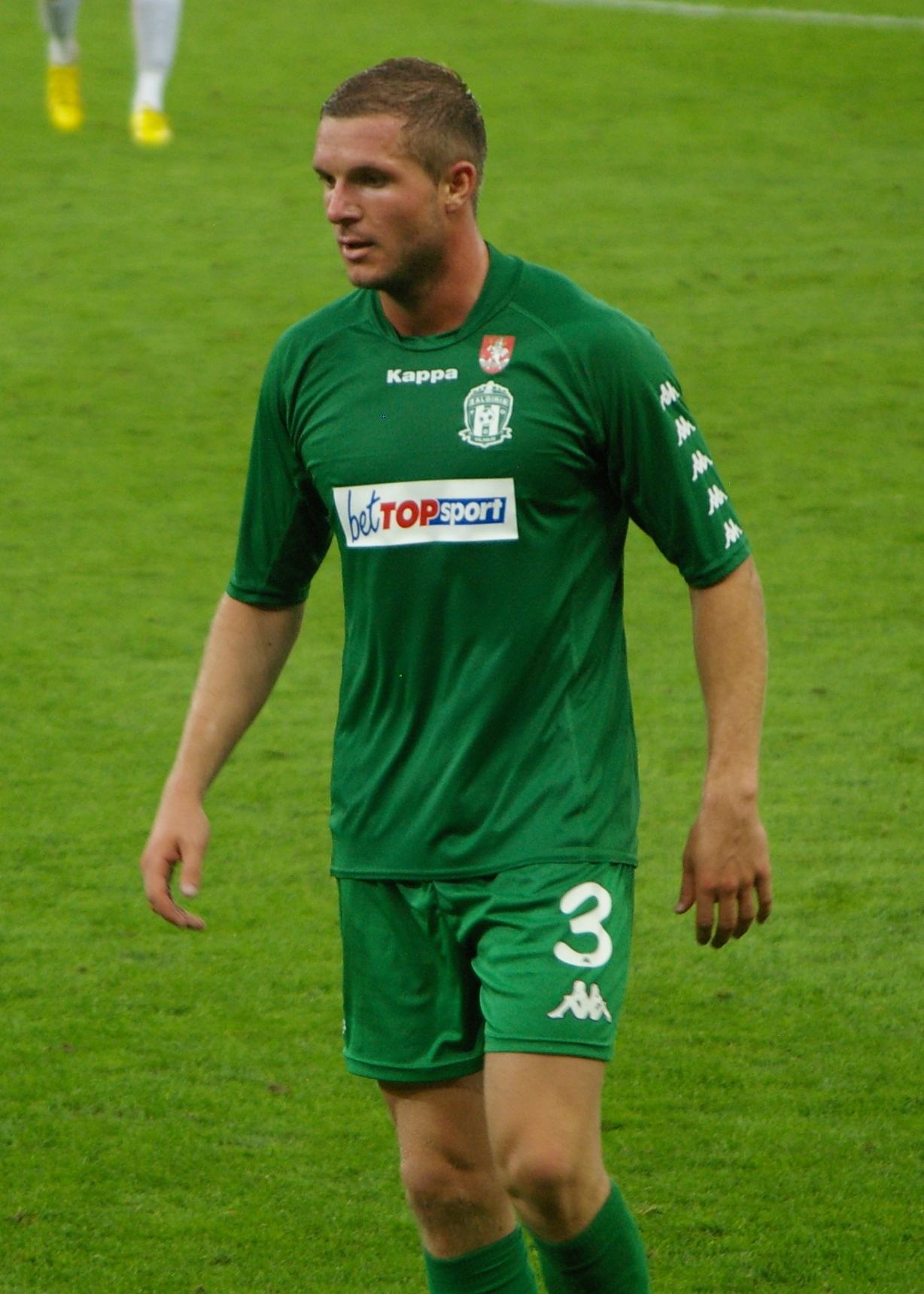
Georgas Freidgeimas (2012)

Georgas Freidgeimas (* 10. srpna 1987 Kaišiadorys, Litevská SSR, Sovětský svaz) je litevský fotbalový obránce a reprezentant

## Klubová kariéra
- Savingė Kaišiadorys (mládež)
- Vilkmergė Ukmergė (mládež)
- FC Vilnius 2006–2008
- ŁKS Łódź 2008–2009
- FK Vėtra 2010
- FK Šiauliai 2010
- Žalgiris Vilnius 2011–2016
- →  Irtyš Pavlodar (hostování) 2016
- Okžetpes FK 2017
- Žalgiris Vilnius 2018–2019

## Reprezentační kariéra
Freidgeimas nastupoval za litevskou mládežnickou reprezentaci U21.
V A-mužstvu Litvy debutoval 3. 6. 2012 v Tartu na turnaji Baltic Cup proti reprezentaci Estonska (prohra 0:1).